# Enrico Cefalo
Enrico Cefalo (Avellino, 26 settembre 1838 – Napoli, 10 dicembre 1925) è stato un magistrato e politico italiano.

## Carriera
Laureato a Napoli entra nella Gran corte civile di Napoli, ancora nel Regno delle Due Sicilie. Nel 1862 passa alla procura generale della Corte d'appello, sempre a Napoli, ed è in seguito giudice nei tribunali di Benevento, Lagonegro, Salerno, Potenza, Santa Maria Capua Vetere e Reggio Calabria. Consigliere di Corte d'appello a Palermo, Napoli, Roma, Cagliari e Trani, conclude la carriera come primo presidente della Corte d'appello di Roma.